# Équipe du Tibet féminine de football
 (juillet 2023).
Maillots
L'équipe du Tibet de football féminin est une sélection contrôlée par l'Association nationale de football tibétaine (Tibetan National Football Association), qui n'est pas membre de la FIFA, ni de l'AFC et ne participe donc pas aux grands tournois internationaux.

## Histoire

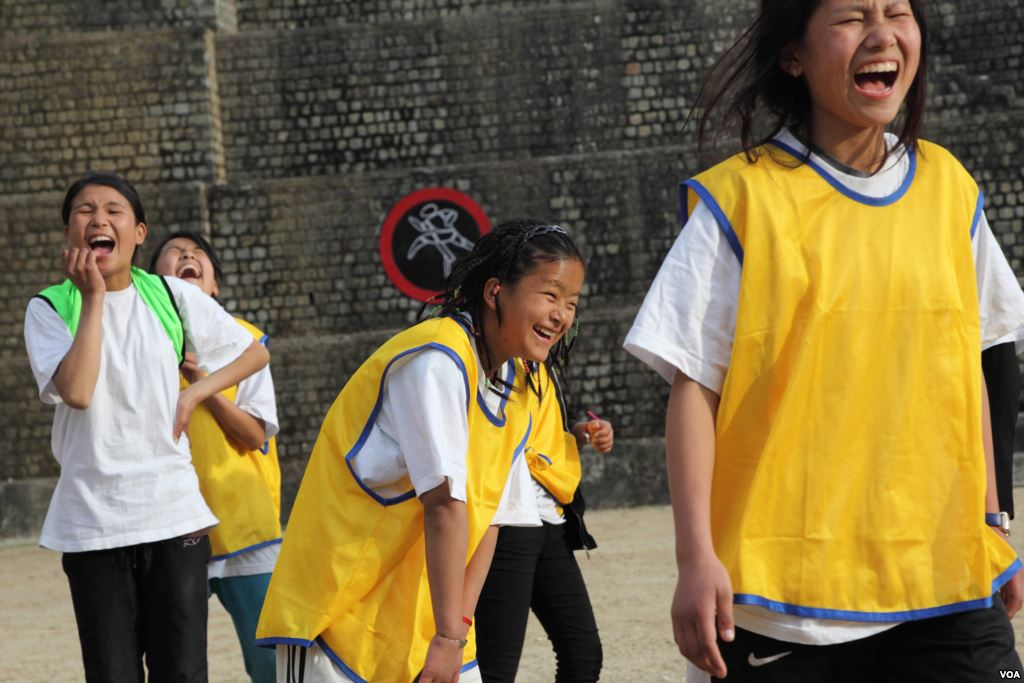
La première équipe du Tibet féminine de football fondée le 27 avril 2012 à Dharamsala.

En 2010, les écoles tibétaines en Inde ont lancé pour la première fois un programme de football officiel pour les Tibétaines à Dharamsala.
L'américaine Cassie Childers, au cours de sa pause estivale, voyage à Dharamsala en Inde.
Pendant la Coupe du monde de football de 2010, elle remarque qu'elle était la seule femme à prêter attention à cet événement international.
Par la suite, lors d'une exposition photographique de l'Association nationale des sports tibétain, elle est surprise qu'il n'y ait aucune femmes en vedette dans les photographies, ce ne fut pas seulement le football, mais tous les sports.
Cassie Childers participe au programme en entraînant les jeunes tibétaines et devient la première entraîneuse de l'équipe du Tibet féminine de football.
Pendant les vacances hivernales, quarante filles sélectionnées par leurs écoles, ont vécu ensemble pour apprendre et pratiquer le football ainsi que nommer les capitaines d'équipe potentiels, tout en participant à des cours de formation en leadership.
Pour les premiers matchs d'entrainement, elles sont divisées en deux équipes, Les Princesses himalayens et Snowland United.
En 2011, le programme est dirigé par Association nationale de football tibétaine et l'Association nationale des sports tibétain, aider de l'enseignant Willits Charter et de l'entraîneuse de football Cassie Childers. Le programme est fondé en octobre 2011 pour servir comme un outil pour l'autonomisation des femmes tibétaines dans la communauté des réfugiés.
Treize écoles tibétaines en Inde et dix-huit personnes ont été formées pour encadrer au mieux les 500 adolescentes participant au programme.
Le programme commence dans un camp d'entraînement pendant un mois, les 18 préparateurs forment les filles de chaque école participante à devenir des leaders des futures nouvelles équipes à la fois la formation de football et de l'autonomisation.
Pendant cette période, le camp invite des entraîneurs professionnels, des psychologues du sport, des professeurs d'autonomisation des femmes, des physiothérapeutes, des infirmières et des entraîneurs sportifs spécialisés.
Par la suite, le programme de sports féminin du Tibet a permis de former 13 clubs dans des colonies de réfugiés situées en Inde.
Quelques jours après la fin de la Coupe du monde féminine de la FIFA 2011, le 5 juillet, une équipe composée de sept joueuses tibétaines rencontrait une équipe chinoise lors du Discover Football Festival, à Berlin.
Phuntsok Dolma, Sherab Dolma, Yandan Lhamo, Tenzin Norzom, Tenzin Dasel, Sonam Palyang et Tenzin Yangzom devenaient alors les premières joueuses tibétaines à disputer une rencontre historique dans un pays étranger.
Les joueuses avaient été sélectionnées dans un camp de réfugiés, en Inde, par leurs coachs, Gompo Dorjee et Cassie Childers, pour la simple et bonne raison qu'en Chine, elles n'auraient jamais eu le droit de mettre le pied sur un ballon.
Elles affrontèrent les joueuses de la Shanghai University of Sport (en).
Quelques mois avant, Cassie Childers, la responsable du programme et fondateur de l'Association Football Women's Tibet, avait pris la décision avec l'équipe d'une collaboration avec l'Association nationale des sports tibétain.
L'équipe du Tibet de football féminin, créée en 2011 à Dharamsala en Inde, voit le jour grâce à des dons internationaux.
La première équipe nationale féminine du Tibet est créée, composé de 21 membres. La première capitaine est Ngawang Lhadon et Tsering Lhamo est la vice-capitaine de l'équipe.
La sélection de l'équipe des filles du football tibétain est choisie chaque hiver dans un camp d'entraînement.
En 2012, le 26 mai, le Tibet affronte l'équipe Himachal Pradesh devant 8 000 spectateurs, le match se terminera par une victoire de deux buts à zéro, le premier but de l'histoire de l'équipe féminine est inscrit par Lhamo Kyi.
Le 9 septembre, l'équipe joue un second match qui se soldera par une défaite face à Haryana.
En 2013, l'équipe gagne un match, le second finit par une défaite, le dernier par un nul.
En 2014, l'équipe participe à Manipur au Festival de football de printemps les premières dames de Imphal
. Le premier match commence le 14 février et finit par une défaite, le lendemain le match est gagné 4 à 2, ce qui permet au Tibet de jouer la finale face à Manipur qui se finit par un nul, les 2 équipes sont désignées co-vainqueur du tournoi.
Pour la session de formation au camp d'hiver 2014, une équipe de professionnelle est mise en place afin de former au mieux l'équipe du Tibet féminin.
Cassie Childers, le général Manager & responsable (La communication, travail d'équipe, leadership, l'estime de soi).
Shane Kidby de la Nouvelle-Zélande a servi comme entraîneur chef.
Johanna Kidby, de la Nouvelle-Zélande a également rejoint en tant que coach de remise en forme (yoga, entraînement en circuit, la méditation, la nutrition).
James Ryle de l'Irlande a utilisé sa formation en hypnothérapie et d'autres modèles thérapeutiques pour des séances de groupe et de thérapie sportive individuelle.
Ngawang Namdol Coordinateur avec la TNSA.
En 2015, elles participent à trois rencontres amicales qui se soldent par 4 victoires, un nul est une défaite.
Le camp d'été 2015, débute avec un nouvel entraîneur de l'équipe du Tibet féminin de football Gompo Dorjee, et la création d'un nouveau siège à Clement Town (en) en Inde.
En 2016, les 28 et 30 avril, deux matchs de préparation sont joués, victoire écrasante face à K.V School huit buts à zéro et Woodstock School (en) six buts à zéro.
L'Association Goa Football (GFA) a mis en place le Goa Festival féminin de football, le tournoi débute le 4, pour le Tibet le 5 mai au stade Duler à Mapusa.
Les équipes participantes sont l'équipe Tibet, Football Academy Spectrum , Viva Nord Goa et Goa XI.
L'équipe du Tibet est composée des joueuses de la communauté des réfugiés tibétains en Inde et au Népal.
Jamyang Choetso (Wangla), lors du tournoi est désigné capitaine de l'équipe, Tenzin Dekyong est choisie comme gardien de but de l'équipe Tibet. Pour la première fois, l'équipe a sélectionné un contingent de six joueuses venant du Népal.
L'équipe est entraînée par Gompo Dorjee, ex-membre de l'équipe nationale masculine du Tibet, et gérée par Cassie Childers.
Lors de son premier match, l'équipe du Tibet gagne face à Viva Nord Goa 4 à 0 au stade de football Duler.
Les buts sont marqués par Jamyang Choetso à la 6e et 33e minutes, Ngawang Otsoe 11e et Dhondup Lhamo 40e.
L'équipe du Tibet féminin joue contre Goa XI en finale le 7 mai.
Goa domine le Tibet. La finale se termine par 6 à 0, Goa XI remporte le Goa Festival féminin de football 2016, le Tibet finit à la deuxième place.
Le 18 juin, pour la première fois dans l'histoire du football féminin tibétain, Lhamo Kyi première buteuse de l'équipe du Tibet féminine et Jamyang Choetso (Wangla) capitaine de football du Tibet féminine deviennent les premières femmes tibétaines à obtenir une licence AIFF D d’entraîneur à Goa en Inde.
Le 29 juillet, la gardienne de but Tenzin Dekyong est la première tibétaine à prendre l'initiative de créer, former une équipe de football féminine et d'enseigner le football à de jeunes adolescentes tibétaines en exil dans le camp de réfugié de sa ville de Kollegal du District de Chamarajanagar dans l'État de Karnataka au sud de l'Inde.
L'équipe du Tibet féminine de football est invité à participer à la Coupe Dallas DR Pepper (en anglais : Dr Pepper Dallas Cup) qui se déroule dans la ville de Dallas dans l'État du Texas du 6 au 16 avril 2017.
L'équipe est composée de 22 joueuses âgées de 15 à 19 ans, ainsi que de quatre adultes qui les accompagneront.
Pendant leur séjour à Dallas, l'équipe restera avec l'équipe locale féminine, est participeront à une formation de football avec des équipes féminine, ainsi que de visiter des écoles locales et de découvrir la ville de Dallas.
Le 24 février 2017, l'ambassade des États-Unis à New Delhi refuse les visas de l'équipe du Tibet féminine de football sans explication, la sélection aurait dû être la première équipe tibétaine à jouer au football sur le sol américain.
Du 2 au 8 avril 2017, la TWS organise un tournoi la Never Give Up Cup internationale de remplacement à la suite du refus de l'ambassade des États-Unis à fournir des visas à l'équipe football féminine du Tibet afin de participer à la Coupe du Dallas DR Pepper.
Le 18 avril 2017, le Tibet Women's Soccer annonce que l'équipe participera au Canada au Festival International Indoor de Vancouver du 7 au 9 juillet 2017.
Le 7 juin 2017, les joueuses de la TWS, Pema Choedon et Dekyong deviennent les secondes femmes tibétaines à obtenir une licence AIFF D d’entraîneur en Inde, un an après l’obtention de Lhamo Kyi et Jamyang Choetso (Wangla).
En 2017, l'équipe tibétaine féminine de football espère obtenir une adhésion à la FIFA
.
Le 29 juin 2017, la sélection tibétaine féminine de 14 joueuses est des responsables de Tibet Women's Soccer arrive dans la ville de Richmond en Colombie Britannique au Canada afin de participer à Vancouver au Festival International de Football de Vancouver (Vancouver International Soccer Festival) et au tournoi Never Give Up - Toronto tour à Toronto·
Le 30 juin, la capitaine Jamyang Choetso donne un entretien à la radio nationale canadienne (Société Radio-Canada).
Le 2 juillet, les 14 joueuses rencontre Andrea Neil ancienne joueuse de l'Équipe du Canada de soccer de 1991 à 2007 devenu depuis entraîneuse de l'équipe de football de l'Université de la Colombie-Britannique.
Le 7 juillet, l'équipe tibétaine joue un match amical face au canada qui se solde par une défaite, c'est également le premier match international d'une équipe féminine tibétain de football.
Le 8 juillet, l'équipe du Tibet de football féminin commence le tournoi du Festival International de Football de Vancouver par un match nul face à l'équipe de Pologne 0 à 0.
Le second match est joué le même jour, contre l'Iran, le match se termine par une défaite 1 à 2, c'est également le premier but lors d'une compétition international de l'équipe tibétaine, but historique inscrit par la numéro douze, Wangmo Paldon (Api Yang).
Le 9 juillet, le Tibet rencontre le Portugal, est fini le match par une défaite sur un score de 5 à 2, Wangmo Paldon et Ngawang Oetso inscrit les deux buts de l'équipe tibétaine.
L'équipe du Tibet de football féminin termine le tournoi n'ayant pas réussi à se qualifier pour la phase finale.
Le 11 juillet, la capitaine Jamyang Choetso reçoit le Trophée des ambassadeurs de la paix de la treizième édition du tournoi du Festival International de Football de Vancouver.
Le 15 juillet, le Tibet rencontre en amical une équipe féminine de la ligue 1 d'Ontario, les Master's Futbol Academy, l'équipe tibétaine perd la rencontre 2 à 1.
Le 16 juillet, le Tibet débute à Toronto face à une équipe issue de la diaspora bhoutanaise et népalaise. Le Tibet remporte le match 5 à 1.
Le 6 septembre 2017, Cassie Childers la présidente et ancienne entraîneuse de l'Équipe du Tibet féminine de football devient membre officiel de la ConIFA, est devient directrice de football féminin dans l'organisation de la ConIFA. Cassie Childers aura en charge l'organisation de la première Coupe du monde de football féminine ConIFA 2019.
Le 26 octobre 2017, Cassie Childers annonce la fin de l'Équipe du Tibet féminine de football (Tibet Women's Soccer), l'Association nationale de football tibétaine (TNSA) annonce reformer l'Équipe nationale du Tibet féminine de football. Le 17 décembre 2017, Gompo Dorjee est choisi pour être le nouveau sélectionneur de la sélection, les joueuses dont il aura la charge sont issues du Tibet Women's Soccer, Tibetan School Girls, Tibetan Open Girls Team et Tibetan Girls Football Team. Gompo Dorjee forme une première équipe lors du camp d'entrainement d'hiver dans la ville de Dehradun du 26 décembre 2017 au 30 décembre 2017, un premier match a lieu, la nouvelle équipe Tibétaine le remporte face à Dehradun Football Academy 5 à 0.[réf. nécessaire]

## Palmarès
- Tournoi de Manipour de Football féminin 2014 :  Co-Vainqueur
- Goa Festival féminin de football 2016 :  Finaliste
- Never Give Up Cup 2017 :  Finaliste
- Festival International de Football de Vancouver 2017 : Phase de groupes

## Distinctions individuelles
- Jamyang Choetso (Wangla) : Prix pour la meilleure buteuse du Tournoi de Manipour de Football féminin 2014.
- Marie Choeying Oehm : Prix pour la meilleure milieu de terrain du Tournoi de Manipour de Football féminin 2014.
- Équipe du Tibet Féminine : Trophée des ambassadeurs de la paix du tournoi du Festival International de Football de Vancouver 2017.

## Sélection par année
| - Tenzin Dekyong - Tenzin Dolma - Tenzin Lhamo - Choezom (cap) - Tsering Lhamo - Tenzing Choekyi - Marie Choeying Oehm - Jamyang Choetso Wangla - Kunchok Sangmo - Ngawang Oetso - Tenzin Choezom - Lhamo Kyi - Rinzin Dolma - Ngawang-Michael | - Tenzin Yangchen - Tashi Dolma Talook - Dhe Ga - Tenzin Mozron - Rinzin Ngawang Zen - Rinzin dolma Tholing - Tenzin Kunsel - Tsering Lhamo - Phurbu Sangmo - Lingkyi Lhamo Choekyi - Tenzin yangchen - Abu Lhamo - Lhamo Kyi (cap) - Sonam Palyang - Tsering Dolma Gultsang - Jamyang Choetso | Gardienne: - Tenzin Dekyong Défense: - Tenzin Dolma - Tenzin Lhamo - Choezom (cap) - Tsering Lhamo (asst. captain) Milieu terrain défensif: - Tenzing Choekyi - Marie Choeying Oehm Milieu de terrain: - Wangla - Kunchok Sangmo - Ngawang Oetso Attaque: - Tenzin Choezom |

| - Tenzin Yangzom - Sherab Dolma - Phuntsok Dolma - Lhamo Choekyi - Yandan Lhamo - Tenzin Dhekyong - Tenzin Chozom - Ngawang Oetso - Tashi Dolma - Tenzin Dasel - Tenzin Youdon - Sonam Palyang - Tenzin Tsentso - Tenzin Norzom - Tsering Lhamo | - Yangdan Lhamo - Lhamo Kyi - Pema Choedon - Gopso Dhapz - Jamyang Choetso (cap) - Sonam Palyang - Tenzin Dekyong - Tsering Lhamo - Tenzin Lhamo - Ngawang - Tenzii Chonzom - Thinley Sangmo - Kalsang Kyi | - Tenzin Dekyong - Pema Choedon - Lhamo Choekyi - Tsering Lhamo - Tenzin Tsomo Gopur - Tsering Dolma - Jamyang Choetso - Thinley Sangmo - Api Yang - Tse Lha Mo - Tsewang Dolma - Sherab Dolma - Tenzin Yangchen - Lhakpa Bhuti - Yangdan Lhamo - Gopso Dhapz |

## Tenue par année
| 2012 | 2013 | 2014 | 2015 | 2016 |

## Match par adversaire
- Du 1er au 22ème matchs les matchs ont eu lieu en Inde, le 23ème au 27ème les matchs ont lieu au Canada.

| No | Date             | Lieu       | Équipe | Résultat | Adversaire                           | Compétition                             | Buteuse(s) pour le Tibet                                                                       |
| -- | ---------------- | ---------- | ------ | -------- | ------------------------------------ | --------------------------------------- | ---------------------------------------------------------------------------------------------- |
| 1  | 26 mai 2012      | Himachal   | Tibet  | 2-0      | Himachal Pradesh                     | Amical                                  | Lhamo Kyi x1, Jamyang Choetso x1                                                               |
| 2  | 9 septembre 2012 | Nahan      | Tibet  | 0-2      | Haryana                              | Amical                                  |                                                                                                |
| 3  | 25 janvier 2013  | Dharamsala | Tibet  | 4-0      | Himachal Pradesh                     | Amical                                  | Phuntsok Dolma x2 Tenzin Tsomo x1 Ngawang Lhadon x1                                            |
| 4  | 13 juin 2013     | Dharamsala | Tibet  | 2-4      | Pendjab                              | Amical                                  | Jamyang Choetso (Wangla) x2                                                                    |
| 5  | 25 juin 2013     | Dharamsala | Tibet  | 0-0      | Pendjab                              | Amical                                  |                                                                                                |
| 6  | 14 février 2014  | Manipour   | Tibet  | 0-7      | Manipour                             | Tournoi de Manipour de football féminin |                                                                                                |
| 7  | 15 février 2014  | Manipour   | Tibet  | 4-2      | Manipour                             | Tournoi de Manipour de football féminin | Jamyang Choetso (Wangla) x4                                                                    |
| 8  | 16 février 2014  | Manipour   | Tibet  | 2-2      | Manipour                             | Tournoi de Manipour de football féminin | Jamyang Choetso (Wangla) x1, Ngawang Oetso x1                                                  |
| 9  | 2 février 2015   | New Delhi  | Tibet  | 2-0      | Sanskriti School (en)                | Amical                                  | Ngawang Oetso x1, Phuntsok Dolma x1                                                            |
| 10 | 4 février 2015   | New Delhi  | Tibet  | 1-1      | Pendjab Heroes                       | Amical                                  | Ngawang Oetso x1                                                                               |
| 11 | 6 février 2015   | New Delhi  | Tibet  | 3-0      | New Delhi Manthan Fondation          | Amical                                  | Rinzin Dolma x1, Ngawang-Michael x2                                                            |
| 12 | 10 juin 2015     | New Delhi  | Tibet  | 1-0      | Amritsar Girls Team                  | Amical                                  | Jamyang Choetso (Wangla) x1                                                                    |
| 13 | 11 juin 2015     | New Delhi  | Tibet  | 1-2      | Doon                                 | Amical                                  | Ngawang Oetso (1)                                                                              |
| 14 | 12 juin 2015     | New Delhi  | Tibet  | 3-0      | Doon                                 | Amical                                  | Phuntsok Dolma x2, Chozom Tenzin x1                                                            |
| 15 | 28 avril 2016    | Dehradun   | Tibet  | 8-0      | K.V School (Kendriya Vidyalaya (en)) | Amical                                  | Jamyang Choetso (Wangla) x4, Lhamo Kyi x1, Thinley Dolma x1, Sonam Sangmo x1, Tsewang Dolma x1 |
| 16 | 30 avril 2016    | Dehradun   | Tibet  | 6-0      | Woodstock School (en)                | Amical                                  | Jamyang Choetso (Wangla) x3, Sonam Sangmo x1, Ngawang Oetso x1, Lhakpa Bhuti x1                |
| 17 | 5 mai 2016       | Mapusa     | Tibet  | 4-0      | Viva North Goa                       | Goa Festival féminin de football        | Jamyang Choetso (Wangla) 6e 33e, Ngawang Oetso 11e, Dhondup 40e                                |
| 18 | 7 mai 2016       | Mapusa     | Tibet  | 0-6      | Goa                                  | Goa Festival féminin de football        |                                                                                                |
| 19 | 2 avril 2017     | Dehradun   | Tibet  | 4-0      | Himachal Pradesh                     | Never Give Up Cup                       | Pema Choedon ?, Kathmandu Wangla ?, Dhasa Ngawang Oetso ?                                      |
| 20 | 4 avril 2017     | Dehradun   | Tibet  | 0-8      | Delhi                                | Never Give Up Cup                       |                                                                                                |
| 21 | 6 avril 2017     | Dehradun   | Tibet  | 1-0      | Dehradun                             | Never Give Up Cup                       | Tenzin Tsomo Gopur ?                                                                           |
| 22 | 8 avril 2017     | Dehradun   | Tibet  | 0-3      | Delhi                                | Never Give Up Cup                       |                                                                                                |
| 23 | 8 juillet 2017   | Vancouver  | Tibet  | 0-0      | Pologne                              | Vancouver International Soccer Festival |                                                                                                |
| 24 | 8 juillet 2017   | Vancouver  | Tibet  | 1-2      | Iran                                 | Vancouver International Soccer Festival | Wangmo Paldon ?                                                                                |
| 25 | 9 juillet 2017   | Vancouver  | Tibet  | 2-5      | Portugal                             | Vancouver International Soccer Festival | Wangmo Paldon ?, Ngawang Oetso ?                                                               |
| 26 | 15 juillet 2017  | Toronto    | Tibet  | 1-2      | Master's Futbol Academy              | Never Give Up Cup - Toronto Tour        |                                                                                                |
| 27 | 16 juillet 2017  | Toronto    | Tibet  | 5-1      | Népal-Bhoutan                        | Never Give Up Cup - Toronto Tour        |                                                                                                |

### Adversaires rencontrées
| Adversaire                  | Joués | Victoires | Matchs nuls | Défaites | Buts pour | Buts contre |
| --------------------------- | ----- | --------- | ----------- | -------- | --------- | ----------- |
| Pologne                     | 1     | 0         | 1           | 0        | 0         | 0           |
| Iran                        | 1     | 0         | 0           | 1        | 1         | 2           |
| Portugal                    | 1     | 0         | 0           | 1        | 2         | 5           |
| Himachal Pradesh            | 3     | 3         | 0           | 0        | 10        | 0           |
| Manipour                    | 3     | 1         | 1           | 1        | 6         | 11          |
| Pendjab                     | 2     | 0         | 1           | 1        | 2         | 4           |
| Haryana                     | 1     | 0         | 0           | 1        | 0         | 2           |
| Goa                         | 1     | 0         | 0           | 1        | 0         | 6           |
| Delhi                       | 2     | 0         | 0           | 2        | 0         | 11          |
| Doon                        | 2     | 1         | 0           | 1        | 4         | 2           |
| Sanskriti School (en)       | 1     | 1         | 0           | 0        | 2         | 0           |
| New Delhi Manthan Fondation | 1     | 1         | 0           | 0        | 3         | 0           |
| Pendjab Heroes              | 1     | 0         | 1           | 0        | 1         | 1           |
| Amritsar Girls Team         | 1     | 1         | 0           | 0        | 1         | 0           |
| K.V School                  | 1     | 1         | 0           | 0        | 8         | 0           |
| Woodstock School (en)       | 1     | 1         | 0           | 0        | 6         | 0           |
| Viva North Goa              | 1     | 1         | 0           | 0        | 4         | 0           |
| Dehradun                    | 1     | 1         | 0           | 0        | 1         | 0           |
| Master's Futbol Academy     | 1     | 0         | 0           | 1        | 1         | 2           |
| Népal-Bhoutan               | 1     | 1         | 0           | 0        | 5         | 1           |
| Totals                      | 27    | 13        | 4           | 10       | 57        | 49          |

## Les meilleures buteuses
| Rang | Joueur               | Buts | Sél. | Première sélection | Dernière sélection |
| ---- | -------------------- | ---- | ---- | ------------------ | ------------------ |
| 1    | Jamyang Choetso      | 18   | 20   | 2012               | 2017               |
| 2    | Ngawang Oetso        | 8    | 21   | 2012               | 2017               |
| 3    | Phuntsok Dolma       | 5    | 12   | 2012               | 2016               |
| 4    | Ngawang-Michael      | 2    | 12   | 2012               | 2016               |
| 5    | Lhamo Kyi            | 2    | 13   | 2012               | 2016               |
| 6    | Sonam Sangmo         | 2    | 12   | 2012               | 2016               |
| 7    | Tenzin Tsomo (gopur) | 2    | 14   | 2012               |                    |
| 8    | Pema Choedon         | 2    | 4    | 2017               | 2017               |
| 9    | Wangmo Paldon        | 2    | 5    | 2017               | 2017               |
| 10   | Rinzin Dolma         | 1    | 13   | 2012               | 2016               |
| 11   | Thinley Dolma        | 1    | 13   | 2012               |                    |
| 12   | Tsewang Dolma        | 1    | 13   | 2012               | 2017               |
| 13   | Lhakpa Bhuti         | 1    | 10   | 2014               | 2017               |
| 14   | Tenzin Chozom        | 1    | 10   | 2012               | 2017               |
| 15   | Dhondup Lhamo        | 1    | 10   | 2012               | 2016               |
| 16   | Ngawang Lhadon       | 1    | 10   | 2012               | 2016               |
| 17   | Kathmandu Wangla     | 1    | 4    | 2017               | 2017               |

## Sélectionneur de l'Équipe du Tibet féminine de football
Mise à jour le 18 juillet 2017.
| Sélectionneur   | Période    | Matchs | Gagnés | Nuls | Perdus | Gagnés % |
| --------------- | ---------- | ------ | ------ | ---- | ------ | -------- |
| Cassie Childers | 2011-2015  | 11     | 5      | 3    | 3      | 45,45    |
| Gompo Dorjee    | 2015- 2017 | 16     | 8      | 1    | 7      | 50       |
| Totals          | Totals     | 27     | 13     | 4    | 10     | 48.14    |